# قائمة قادة مشروع دبيان
قائد مشروع دبيان، (DPL) هو الوجه العام للمشروع، والذي يحدد الاتجاه الحالي للمشروع. كان للمشروع القادة التالية أسمائهم.
| القائد           | Leader             | من         | إلى         |
| إيان موردوك      | Ian Murdock        | اغسطس 1993 | مارس 1996   |
| بروس بيرنز       | Bruce Perens       | أبريل 1996 | ديسمبر 1997 |
| ايان جاكسون      | Ian Jackson        | أبريل 1996 | ديسمبر 1997 |
| ويشيرت اكريمان   | Wichert Akkerman   | يناير 1999 | مارس 2001   |
| بن كولينز        | Ben Collins        | أبريل 2001 | أبريل 2002  |
| دايل جاربي       | Bdale Garbee       | أبريل 2002 | أبريل 2003  |
| مارتن متشولنير   | Martin Michlmayr   | مارس 2003  | مارس 2005   |
| براندن روبنسون   | Branden Robinson   | أبريل 2005 | أبريل 2006  |
| أنتوني تاونز     | Anthony Towns      | أبريل 2006 | أبريل 2007  |
| سام هوكيفر       | Sam Hocevar        | أبريل 2007 | أبريل 2008  |
| ستيف ماكنتاير    | Steve McIntyre     | أبريل 2008 | أبريل 2010  |
| ستيفانو زاشيرولي | Stefano Zacchiroli | أبريل 2010 | حتى الآن    |
| ---------------- | ------------------ | ---------- | ----------- |

## مديرو الإصدار
| المدير                                   | manager                                        | من   | إلى      |
| بريان وايت                               | Brian C. White                                 | 1997 | 1999     |
| ريتشارد براكمان                          | Richard Braakman                               | 1999 | 2000     |
| أنتوني تاونز                             | Anthony Towns                                  | 2000 | 2004     |
| ستيف لانجاسيك، أندرياس بارت، كولن واتسون | Steve Langasek, Andreas Barth and Colin Watson | 2004 | 2007     |
| أندرياس بارت، لاك كلايس                  | Andreas Barth and Luk Claes                    | 2007 | 2008     |
| كلايس وقا، بروك سكميدت مارك              | Luk Claes and Marc Brockschmidt                | 2008 | 2009     |
| كلايس وقا، اديوداتو سيمو                 | Luk Claes and Adeodato Simó                    | 2009 | 2010     |
| آدم بارات، نيل ماكغفرن                   | Adam D. Barratt and Neil McGovern              | 2010 | حتى الآن |
| ---------------------------------------- | ---------------------------------------------- | ---- | -------- |